# Jizchak Ben Zwi

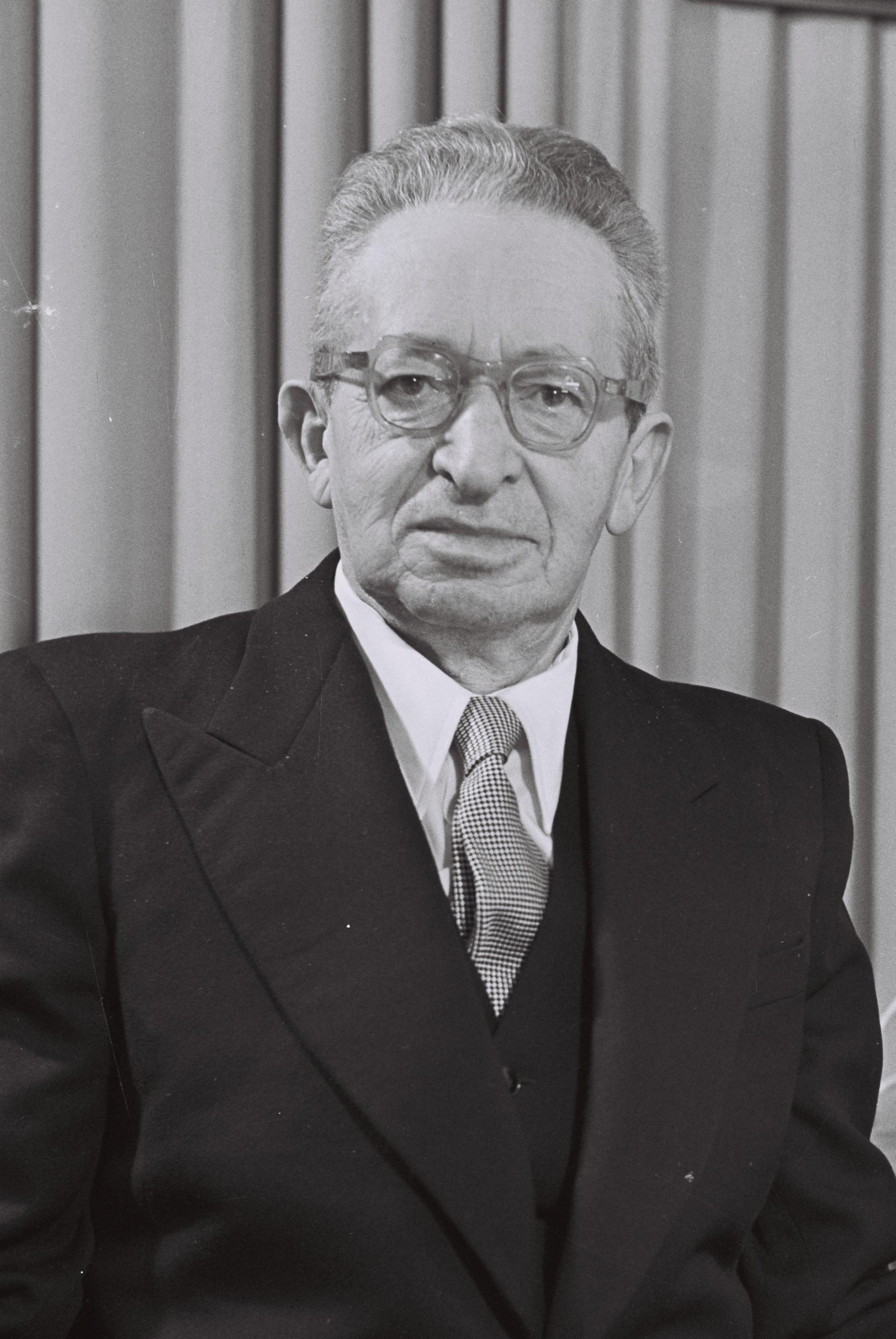
Jizchak Ben Zwi, 1952

Jizchak Ben Zwi (hebräisch יִצְחָק בֶּן צְבִי Jizchaq Ben Zvī; ursprünglich jiddisch יצחק שימשעלע Yitskhok Shimshele, bzw. russisch Исаак Шимшилевич Isaak Schimschilewitsch; geboren am 6. Dezember 1884 in Poltawa, Russisches Reich, heute Ukraine; gestorben am 23. April 1963 in Jerusalem) war ein israelischer Historiker, Politiker der zionistischen Arbeiterbewegung und von 1952 bis 1963 der zweite Präsident Israels. Ben Zwi war ein anerkannter Forscher der jüdischen Geschichte, der Ethnologie und der Geschichte des Heiligen Landes.

## Leben

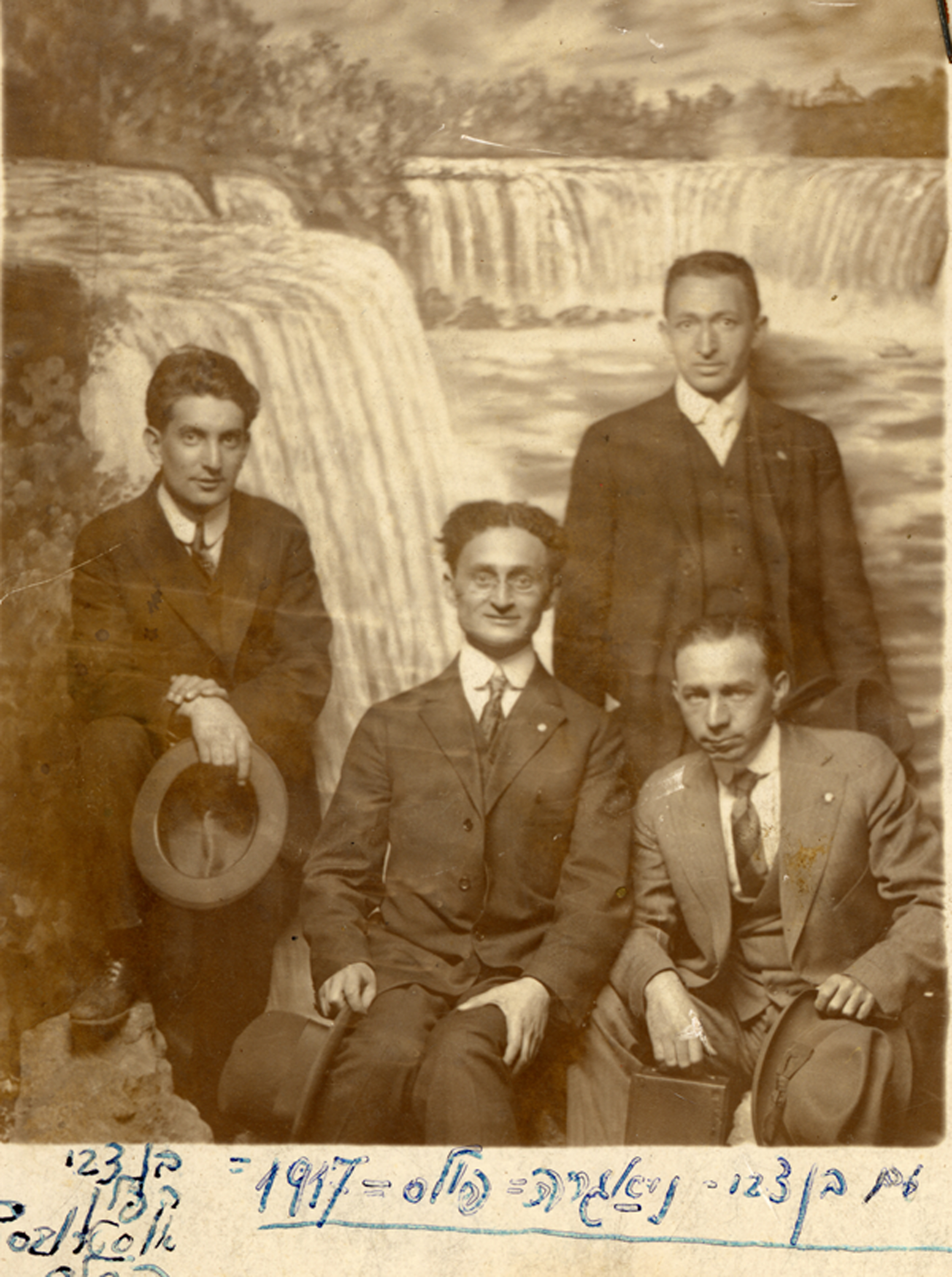
Die Poʿalei Tzijon-Mitglieder: Ostrovsky, Kaplan, Barels und Jizchak Ben Zwi (hinten rechts), 1917

Jizchak Ben Zwi war der älteste Sohn des jüdischen Gelehrten und Autors Zwi Schimschi Schimschelewitz. In der Ukraine war er in jüdischen Untergrundgruppen aktiv, die gegründet wurden, um Juden während der Pogrome von 1905 zu schützen.
Nach Beteiligung an der Gründung der marxistisch-zionistischen Partei Po'alei Tzijon im Russischen Kaiserreich ging Ben Zwi 1907 nach Jaffa im osmanischen Mutesarriflik Jerusalem und half dort beim Aufbau der Untergrundorganisation HaSchomer. Er arbeitete als Lehrer und baute zusammen mit Rachel Janait, seiner späteren Ehefrau, 1909 ein jüdisches Gymnasium in Jerusalem auf.
Von 1912 bis 1914 studierte Ben Zwi zusammen mit David Ben Gurion Rechtswissenschaft in Istanbul. Beide kehrten im August 1914 nach Palästina zurück und wurden 1915 von den osmanischen Behörden des Landes verwiesen. Sie zogen nach New York und gründeten dort die Hechaluz-Bewegung. Zusammen schrieben sie in jiddischer Sprache das Buch Eretz Israel in Vergangenheit und Gegenwart, um unter den Juden der USA für den Zionismus zu werben.
Nachdem er 1918 nach Palästina zurückkehren konnte, heiratete er Rachel Janait, mit der er zwei Söhne, Amram und Eli, bekam. Der Schriftsteller Aharon Reuveni war Ben Zwis Bruder.
Ben Zwi war zunächst Marxist, dann wurde er Sozialdemokrat. 1919 gehörte er zu den Gründern der Partei Achdut haʿAvoda. Später wurde er in den Stadtrat von Jerusalem gewählt. 1921 gründete Ben Zwi zusammen mit David Ben Gurion und anderen die Gewerkschaft Histadrut und 1930 die Arbeiterpartei Mapai. 1924 ließ die jüdische Untergrundarmee Hagana den pazifistischen Schriftsteller Jacob Israël de Haan durch Avraham Tehomi ermorden. Tehomi, der die Tat gestand, behauptete, Ben Zwi habe den Mordauftrag gegeben.
Von 1931 bis 1948 war Ben Zwi Präsident des Nationalausschusses (hebräisch הַוַּעַד הַלְּאֻמִּי HaWaʿad haLeʾummī), d. h. die aus der Mitte der Repräsentantenversammlung der Personalkörperschaft des Jischuv gewählte Exekutive vor Gründung Israels, und maßgeblich an der Organisation der Hagana beteiligt. Als Nationalratspräsident nahm er auch an der Krönung Georgs VI. am 12. Mai 1937 in London teil.
Ben Zwi gehört zu den Unterzeichnern der israelischen Unabhängigkeitserklärung vom 14. Mai 1948 und wurde 1949 Mitglied der ersten Knesset (Israels Parlament). In der ersten und zweiten Knesset war er Volksvertreter der Mapai. Nach dem Tod Chaim Weizmanns wurde er am 8. Dezember 1952 zum zweiten Staatspräsidenten Israels gewählt. 1959 begnadigte er nach kurzer Haftstrafe acht von einem israelischen Militärgericht wegen Mordes an arabischen Zivilisten beim Massaker von Kafr Qasim verurteilte Soldaten und die zwei verantwortlichen Offiziere. Als Staatspräsident wurde er zweimal wiedergewählt und bekleidete dieses Amt bis zu seinem Tod im Jahr 1963. Er lebte in einem bescheidenen Holzhaus in Jerusalem. Begraben wurde er auf dem dortigen Har HaMenuchot.

## Ehrungen
Das Ben-Zvi Institute zur Erforschung der Geschichte Israels und jüdischer Gruppen Nordafrikas und des Nahen Ostens trägt seinen Namen. Er ist auf der 100-Schekel-Banknote abgebildet.

## Werke
- געזאמלטע שריפטן Gezamlte Shriftn. New York: פועלי ציון פאלעסטינע Poʿalei Zion Palestine, 1937.
- מיט דער צווייטער עליה Mit der Tsveyter Aliya. Buenos Aires: קיום, 1956 (mit A. Fisher, Hebräisch: פישער).
- ארץ-ישראל אין פארגאנגענהייט און געגענווארט Eretz-Jisraʾel in Fargangenhayt un Gegenvart. New York: פועלי ציון פאלעסטינע Poʿalei Zion Palestine, 1918 (mit David Ben-Gurion).[6]